# Anthony Basil Taylor
Anthony Basil Taylor (24 d'abril de 1954, Fort Worth, Texas) és el bisbe de la diòcesi de Little Rock, a l'estat d'Arkansas, als Estats Units.
El papa Benet XVI el nomenà com a bisbe de Little Rock el 10 d'abril del 2008 i fou instal·lat en aquesta diòcesi el 5 de juny del mateix any.